# ميل إيليتش
ميل إيليتش (بالصربية: Миле Илић) مواليد 2 يونيو 1984 في جمهورية البوسنة والهرسك الاشتراكية، هو لاعب كرة سلة صربي بدأ مسيرته الاحترافية في سنة 2002. تم اختياره من قبل فريق بروكلين نتس خلال الدرافت يلعب مع فريق النويدرات كلاعب وسط. يبلغ طوله 7 قدم 1 بوصة (2.2 م). حقق المركز الأول في الألعاب الجامعية الصيفية 2003.

## المسيرة الاحترافية
لعب مع بروكلين نتس في موسم 2006–2007، ثم لعب مع بلباو باسكت في الدوري الإسباني في سنة 2008، ثم لعب مع نادي إشبيلية لكرة السلة في موسم 2008–2009.

## الميداليات
| الميدالية | المسابقة                      |
| --------- | ----------------------------- |
| ذهبية     | الألعاب الجامعية الصيفية 2003 |

## روابط خارجية
- ميل إيليتش على موقع الاتحاد الدولي لكرة السلة (الإنجليزية)
- ميل إيليتش على موقع إن بي أي (الإنجليزية)
- ميل إيليتش على موقع سبورتس رفرنس (الإنجليزية)
- ميل إيليتش على موقع الدوري الإسباني لكرة السلة (الإسبانية)
- ميل إيليتش على موقع كرة السلة الأوروبية.كوم (الإنجليزية)
- ميل إيليتش على موقع ريلجم (الإنجليزية)
- ميل إيليتش على موقع بروبوليرز (الإنجليزية)
- ميل إيليتش على موقع سبورتس رفرنس (الإنجليزية)
- ميل إيليتش على موقع سبورتس رفرنس (الإنجليزية)